# Fodboldturneringen
Fodboldturneringen var en fodboldturnering for klubhold, der blev afholdt årligt af Dansk Boldspil-Union i perioden 1889–1903. Turneringen havde udelukkende deltagelse af hold fra København, og den blev videreført under navnet Københavnsmesterskabet i fodbold af Københavns Boldspil-Union, da denne blev stiftet i 1903.

## Turneringer
Der blev afviklet 14 sæsoner af DBU's Fodboldturnering.
| DBU's Fodboldturnering |                    |
| Sæson                  | Vinder             |
| 1889-90                | AB (1)             |
| 1890-91                | KB (1)             |
| 1891-92                | Ingen vinder kåret |
| 1892-93                | AB (2)             |
| 1893-94                | AB (3)             |
| 1894-95                | AB (4)             |
| 1895-96                | AB (5)             |
| 1896-97                | KB (2)             |
| 1897-98                | KB (3)             |
| 1898-99                | AB (6)             |
| 1899-1900              | Ingen vinder kåret |
| 1900-01                | B.93 (1)           |
| 1901-02                | Frem (1)           |
| 1902-03                | KB (4)             |

## Flest titler
| Titles | Team    |
| ------ | ------- |
| 6      | AB      |
| 4      | KB      |
| 1      | B 93    |
| 1      | BK Frem |